# Japán a 2006. évi téli olimpiai játékokon
Japán az olaszországi Torinóban megrendezett 2006. évi téli olimpiai játékok egyik részt vevő nemzete volt. Az országot az olimpián 14 sportágban 110 sportoló képviselte, akik összesen 1 érmet szereztek.

## Érmesek
| Érem  | Versenyző      | Sportág     | Versenyszám |
| ----- | -------------- | ----------- | ----------- |
| Arany | Arakava Sizuka | Műkorcsolya | Női egyéni  |

## Alpesisí
Férfi
| Versenyző        | Versenyszám      | 1. futam      | 1. futam      | 2. futam      | 2. futam      | Összesítés | Összesítés |
| Versenyző        | Versenyszám      | Idő           | Hely.         | Idő           | Hely.         | Idő        | Helyezés   |
| ---------------- | ---------------- | ------------- | ------------- | ------------- | ------------- | ---------- | ---------- |
| Ikuta Jaszuhiro  | Műlesiklás       | 1:15,19       | 62.           | 1:08,09       | 46.           | 2:23,28    | 47.        |
| Minagava Kentaró | Műlesiklás       | 53,44         | 3.            | 50,74         | 9.*           | 1:44,18    | 4.*        |
| Szaszaki Akira   | Műlesiklás       | 54,37         | 8.*           | nem ért célba | nem ért célba | kiesett    | kiesett    |
| Szaszaki Akira   | Óriás-műlesiklás | nem ért célba | nem ért célba | kiesett       | kiesett       | kiesett    | kiesett    |
| Josioka Daiszuke | Óriás-műlesiklás | 1:23,78       | 29.           | 1:21,25       | 24.           | 2:45,03    | 24.        |
| Juasza Naoki     | Műlesiklás       | 54,76         | 17.           | 49,81         | 3.            | 1:44,57    | 7.         |

Női
| Versenyző      | Versenyszám      | 1. futam | 1. futam | 2. futam | 2. futam | Összesítés | Összesítés |
| Versenyző      | Versenyszám      | Idő      | Hely.    | Idő      | Hely.    | Idő        | Helyezés   |
| -------------- | ---------------- | -------- | -------- | -------- | -------- | ---------- | ---------- |
| Hiroi Norijo   | Műlesiklás       | 44,74    | 26.      | 48,85    | 29.      | 1:33,59    | 29.        |
| Hiroi Norijo   | Óriás-műlesiklás | 1:04,63  | 33.      | 1:12,03  | 24.      | 2:16,66    | 26.        |
| Hosi Mizue     | Műlesiklás       | 45,35    | 30.      | 48,03    | 17.*     | 1:33,38    | 27.        |
| Szekizuka Mami | Műlesiklás       | 47,22    | 42.      | 50,50    | 34.      | 1:37,72    | 38.        |

* - egy másik versenyzővel azonos eredményt ért el

## Biatlon
Férfi
| Versenyző                                                 | Versenyszám           | Lövőhiba    | Időeredmény | Helyezés |
| --------------------------------------------------------- | --------------------- | ----------- | ----------- | -------- |
| Ebiszava Daiszuke                                         | 10 km sprint          | 3 (1+2)     | 29:49,7     | 62.      |
| Isza Hidenori                                             | 10 km sprint          | 1 (1+0)     | 28:37,1     | 38.      |
| Isza Hidenori                                             | 12,5 km üldözőverseny | 4 (2+0+2+0) | 39:11,2     | 35.      |
| Isza Hidenori                                             | 20 km egyéni          | 6 (1+1+2+2) | 1:02:33,2   | 63.      |
| Kaszahara Tacumi                                          | 10 km sprint          | 1 (0+1)     | 29:07,0     | 47.      |
| Kaszahara Tacumi                                          | 12,5 km üldözőverseny | 6 (1+1+2+2) | 41:42,0     | 50.      |
| Kaszahara Tacumi                                          | 20 km egyéni          | 5 (2+1+0+2) | 1:02:44,6   | 67.      |
| Szaitó Sinja                                              | 20 km egyéni          | 8 (2+2+3+1) | 1:05:29,4   | 78.      |
| Szuga Kjódzsi                                             | 10 km sprint          | 2 (2+0)     | 30:10,6     | 70.      |
| Szuga Kjódzsi                                             | 15 km tömegrajtos     | 5 (1+0+3+1) | 52:01,6     | 30.      |
| Szuga Kjódzsi                                             | 20 km egyéni          | 1 (1+0+0+0) | 56:57,7     | 14.      |
| Kaszahara Tacumi Isza Hidenori Szuga Kjódzsi Szaitó Sinja | 4 × 7,5 km váltó      | 2+11        | 1:25:15,6   | 12.      |

Női
| Versenyző                                              | Versenyszám         | Lövőhiba    | Időeredmény | Helyezés   |
| ------------------------------------------------------ | ------------------- | ----------- | ----------- | ---------- |
| Meguro Kanae                                           | 7,5 km sprint       | 4 (3+1)     | 26:19,9     | 64.        |
| Meguro Kanae                                           | 15 km egyéni        | 5 (0+3+1+1) | 55:28,4     | 37.        |
| Otaka Tomomi                                           | 7,5 km sprint       | 3 (1+2)     | 26:28,7     | 69.        |
| Otaka Tomomi                                           | 15 km egyéni        | 6 (1+2+2+1) | 1:00:22,2   | 69.        |
| Tanaka Tamami                                          | 7,5 km sprint       | 5 (3+2)     | 26:20,6     | 65.        |
| Tanaka Tamami                                          | 15 km egyéni        | 4 (2+0+1+1) | 55:10,5     | 32.        |
| Cukidate Ikujo                                         | 7,5 km sprint       | 1 (0+1)     | 25:17,0     | 51.        |
| Cukidate Ikujo                                         | 10 km üldözőverseny | 7 (2+1+1+3) | lekörözték  | lekörözték |
| Cukidate Ikujo                                         | 15 km egyéni        | 4 (1+2+0+1) | 57:20,4     | 55.        |
| Otaka Tomomi Meguro Kanae Tanaka Tamami Cukidate Ikujo | 4 × 6 km váltó      | 4+14        | 1:26:09,0   | 16.        |

## Bob
Férfi
| Versenyző                         | Versenyszám | 1. futam | 1. futam | 2. futam | 2. futam | 3. futam | 3. futam | 4. futam | 4. futam | Összesítés | Összesítés |
| Versenyző                         | Versenyszám | Idő      | Hely.    | Idő      | Hely.    | Idő      | Hely.    | Idő      | Hely.    | Idő        | Helyezés   |
| --------------------------------- | ----------- | -------- | -------- | -------- | -------- | -------- | -------- | -------- | -------- | ---------- | ---------- |
| Kijokava Szuguru Kobajasi Rjúicsi | Kettes      | 57,27    | 29.      | 57,02    | 25.      | 57,90    | 27.      | kiesett  | kiesett  | 2:52,19    | 27.        |

Női
| Versenyző                    | Versenyszám | 1. futam | 1. futam | 2. futam | 2. futam | 3. futam | 3. futam | 4. futam | 4. futam | Összesítés | Összesítés |
| Versenyző                    | Versenyszám | Idő      | Hely.    | Idő      | Hely.    | Idő      | Hely.    | Idő      | Hely.    | Idő        | Helyezés   |
| ---------------------------- | ----------- | -------- | -------- | -------- | -------- | -------- | -------- | -------- | -------- | ---------- | ---------- |
| Hino Manami Nagaoka Csiszato | Kettes      | 59,41    | 15.      | 58,80    | 14.      | 59,51    | 15.      | 59,77    | 15.      | 3:57,49    | 15.        |

## Curling

### Női
- Onodera Ajumi
- Hajasi Jumie
- Motohasi Mari
- Meguro Moe
- Terada Szakurako

#### Eredmények
Csoportkör
| Nemzet           | Szkip               | Gy | V | P+ | P- | Gy end | V end | D end | Saját rabolt endek | Lökés % |
| ---------------- | ------------------- | -- | - | -- | -- | ------ | ----- | ----- | ------------------ | ------- |
| Svédország       | Anette Norberg      | 7  | 2 | 61 | 54 | 41     | 36    | 14    | 11                 | 79%     |
| Svájc            | Mirjam Ott          | 7  | 2 | 74 | 44 | 37     | 32    | 11    | 10                 | 75%     |
| Kanada           | Shannon Kleibrink   | 6  | 3 | 68 | 51 | 39     | 32    | 16    | 10                 | 75%     |
| Norvégia         | Dordi Nordby        | 6  | 3 | 73 | 54 | 45     | 32    | 5     | 16                 | 73%     |
| Nagy-Britannia   | Rhona Martin        | 5  | 4 | 55 | 54 | 31     | 35    | 17    | 6                  | 76%     |
| Oroszország      | Ljudmila Privivkova | 5  | 4 | 57 | 60 | 41     | 36    | 14    | 11                 | 77%     |
| Japán            | Onodera Ajumi       | 4  | 5 | 53 | 59 | 36     | 35    | 16    | 11                 | 72%     |
| Egyesült Államok | Cassandra Johnson   | 2  | 7 | 58 | 66 | 34     | 38    | 11    | 9                  | 73%     |
| Dánia            | Dorthe Holm         | 2  | 7 | 47 | 69 | 27     | 42    | 12    | 3                  | 72%     |
| Olaszország      | Diana Gaspari       | 1  | 8 | 44 | 79 | 33     | 43    | 9     | 4                  | 66%     |

- február 14., 09:00

| Csapat             | Csapat                   | 1 | 2 | 3 | 4 | 5 | 6 | 7 | 8 | 9 | 10 | VE |
| 1. end utolsó köve | Oroszország (Privivkova) | 1 | 0 | 0 | 0 | 0 | 1 | 2 | 0 | 0 | 3  | 7  |
|                    | Japán (Onodera)          | 0 | 0 | 1 | 1 | 2 | 0 | 0 | 1 | 0 | 0  | 5  |

- február 14., 19:00

| Csapat             | Csapat                     | 1 | 2 | 3 | 4 | 5 | 6 | 7 | 8 | 9 | 10 | 11 | VE |
| 1. end utolsó köve | Egyesült Államok (Johnson) | 2 | 0 | 0 | 0 | 1 | 0 | 1 | 0 | 1 | 0  | 0  | 5  |
|                    | Japán (Onodera)            | 0 | 0 | 2 | 1 | 0 | 0 | 0 | 2 | 0 | 0  | 1  | 6  |

- február 15., 14:00

| Csapat             | Csapat            | 1 | 2 | 3 | 4 | 5 | 6 | 7 | 8 | 9 | 10 | VE |
| 1. end utolsó köve | Japán (Onodera)   | 0 | 0 | 0 | 0 | 0 | 2 | 0 | 2 | 0 | X  | 4  |
|                    | Norvégia (Nordby) | 1 | 0 | 0 | 3 | 1 | 0 | 2 | 0 | 2 | X  | 9  |

- február 16., 09:00

| Csapat             | Csapat          | 1 | 2 | 3 | 4 | 5 | 6 | 7 | 8 | 9 | 10 | VE |
|                    | Japán (Onodera) | 0 | 1 | 2 | 1 | 0 | 0 | 0 | 1 | 0 | 0  | 5  |
| 1. end utolsó köve | Dánia (Holm)    | 1 | 0 | 0 | 0 | 3 | 2 | 0 | 0 | 2 | 1  | 9  |

- február 18., 09:00

| Csapat             | Csapat             | 1 | 2 | 3 | 4 | 5 | 6 | 7 | 8 | 9 | 10 | VE |
| 1. end utolsó köve | Japán (Onodera)    | 0 | 0 | 2 | 1 | 0 | 0 | 1 | 0 | 0 | 1  | 5  |
|                    | Kanada (Kleibrink) | 0 | 0 | 0 | 0 | 0 | 1 | 0 | 1 | 0 | 0  | 2  |

- február 18., 19:00

| Csapat             | Csapat               | 1 | 2 | 3 | 4 | 5 | 6 | 7 | 8 | 9 | 10 | 11 | VE |
| 1. end utolsó köve | Japán (Onodera)      | 1 | 2 | 0 | 0 | 2 | 0 | 0 | 1 | 0 | 1  | 0  | 7  |
|                    | Svédország (Norberg) | 0 | 0 | 0 | 2 | 0 | 2 | 1 | 0 | 2 | 0  | 1  | 8  |

- február 19., 14:00

| Csapat             | Csapat                  | 1 | 2 | 3 | 4 | 5 | 6 | 7 | 8 | 9 | 10 | VE |
|                    | Nagy-Britannia (Martin) | 0 | 0 | 0 | 1 | 0 | 3 | 0 | 1 | 0 | X  | 5  |
| 1. end utolsó köve | Japán (Onodera)         | 0 | 2 | 1 | 0 | 3 | 0 | 1 | 0 | 3 | X  | 10 |

- február 20., 09:00

| Csapat             | Csapat                | 1 | 2 | 3 | 4 | 5 | 6 | 7 | 8 | 9 | 10 | VE |
| 1. end utolsó köve | Olaszország (Gaspari) | 1 | 0 | 0 | 1 | 0 | 1 | 1 | 0 | 0 | 0  | 4  |
|                    | Japán (Onodera)       | 0 | 1 | 0 | 0 | 1 | 0 | 0 | 2 | 0 | 2  | 6  |

- február 20., 19:00

| Csapat             | Csapat          | 1 | 2 | 3 | 4 | 5 | 6 | 7 | 8 | 9 | 10 | VE |
| 1. end utolsó köve | Svájc (Ott)     | 1 | 2 | 0 | 4 | 0 | 0 | 0 | 4 | X | X  | 11 |
|                    | Japán (Onodera) | 0 | 0 | 2 | 0 | 1 | 1 | 1 | 0 | X | X  | 5  |

| Csapat | Helyezés |
| ------ | -------- |
| Japán  | 7.       |

## Északi összetett
| Versenyző                                                           | Versenyszám        | Síugrás | Síugrás | Síugrás    | Sífutás    | Sífutás    | Összesítés | Összesítés |
| Versenyző                                                           | Versenyszám        | Pont    | Hely.   | Időhátrány | Idő        | Hely.      | Idő        | Helyezés   |
| ------------------------------------------------------------------- | ------------------ | ------- | ------- | ---------- | ---------- | ---------- | ---------- | ---------- |
| Hatakejama Jószuke                                                  | Normálsánc + 15 km | 235,0   | 10.     | +1:50      | 42:39,8    | 45.        | 44:29,8    | 32.        |
| Hatakejama Jószuke                                                  | Nagysánc + 7,5 km  | 116,1   | 7.      | +0:38      | 19:05,0    | 37.        | 19:43,0    | 22.        |
| Kitamura Takasi                                                     | Normálsánc + 15 km | 192,5   | 40.     | +4:40      | 42:37,3    | 44.        | 47:17,3    | 43.        |
| Kobajasi Norihito                                                   | Normálsánc + 15 km | 217,0   | 23.*    | +3:02      | 39:21,1    | 9.         | 42:23,1    | 16.        |
| Kobajasi Norihito                                                   | Nagysánc + 7,5 km  | 103,9   | 28.     | +1:27      | 18:09,0    | 10.        | 19:36,0    | 18.        |
| Takahasi Daito                                                      | Normálsánc + 15 km | 233,5   | 12.     | +1:56      | nem indult | nem indult | kiesett    | kiesett    |
| Takahasi Daito                                                      | Nagysánc + 7,5 km  | 107,7   | 18.     | +1:12      | 18:19,4    | 18.        | 19:31,4    | 15.        |
| Vatabe Akito                                                        | Nagysánc + 7,5 km  | 115,4   | 9.      | +0:41      | 18:56,3    | 32.        | 19:37,3    | 19.        |
| Hatakejama Jószuke Kobajasi Norihito Kitamura Takasi Takahasi Daito | Csapat             | 864,2   | 5.      | +0:49      | 50:47,0    | 7.         | 51:36,0    | 6.         |

* - egy másik versenyzővel azonos eredményt ért el

## Gyorskorcsolya
Férfi
| Versenyző           | Versenyszám | 1. futam | 1. futam | 2. futam | 2. futam | Eredmény | Helyezés |
| Versenyző           | Versenyszám | Idő      | Hely.    | Idő      | Hely.    | Eredmény | Helyezés |
| ------------------- | ----------- | -------- | -------- | -------- | -------- | -------- | -------- |
| Imai Júszuke        | 1000 m      |          |          |          |          | 1:10,48  | 20.      |
| Imai Júszuke        | 1500 m      |          |          |          |          | 1:50,56  | 34.      |
| Kató Dzsódzsi       | 500 m       | 35,59    | 11.*     | 35,19    | 4.       | 70,78    | 6.       |
| Mijazaki Keszato    | 5000 m      |          |          |          |          | 6:40,03  | 21.      |
| Nagasima Keiicsiró  | 500 m       | 35,67    | 15.      | 35,47    | 11.      | 71,14    | 13.      |
| Nagasima Keiicsiró  | 1000 m      |          |          |          |          | 1:11,78  | 32.      |
| Nakadzsima Takaharu | 1000 m      |          |          |          |          | 1:11,10  | 27.      |
| Nakadzsima Takaharu | 1500 m      |          |          |          |          | 1:51,61  | 38.      |
| Oikava Júja         | 500 m       | 35,35    | 4.       | 35,21    | 5.       | 70,56    | 4.       |
| Simizu Hirojaszu    | 500 m       | 35,66    | 14.      | 35,78    | 21.      | 71,44    | 18.      |
| Szugimori Teruhiro  | 1500 m      |          |          |          |          | 1:49,51  | 24.*     |
| Usijama Takahiro    | 1000 m      |          |          |          |          | 1:11,21  | 28.      |
| Usijama Takahiro    | 1500 m      |          |          |          |          | 1:50,59  | 35.      |
| Usijama Takahiro    | 5000 m      |          |          |          |          | 6:51,53  | 27.      |

Női
| Versenyző       | Versenyszám | 1. futam | 1. futam | 2. futam | 2. futam | Eredmény | Helyezés |
| Versenyző       | Versenyszám | Idő      | Hely.    | Idő      | Hely.    | Eredmény | Helyezés |
| --------------- | ----------- | -------- | -------- | -------- | -------- | -------- | -------- |
| Isino Eriko     | 1500 m      |          |          |          |          | 2:01,85  | 22.*     |
| Isino Eriko     | 3000 m      |          |          |          |          | 4:11,21  | 13.      |
| Isino Eriko     | 5000 m      |          |          |          |          | 7:12,48  | 11.      |
| Nemoto Nami     | 1500 m      |          |          |          |          | 2:02,34  | 29.      |
| Okazaki Tomomi  | 500 m       | 38,46    | 3.       | 38,46    | 4.       | 76,92    | 4.       |
| Okazaki Tomomi  | 1000 m      |          |          |          |          | 1:17,63  | 16.      |
| Ószuga Szajuri  | 500 m       | 38,74    | 9.       | 38,65    | 8.       | 77,39    | 8.       |
| Ócu Hiromi      | 1500 m      |          |          |          |          | 2:04,77  | 33.      |
| Szeo Eriko      | 3000 m      |          |          |          |          | 4:16,27  | 20.*     |
| Tabata Maki     | 1000 m      |          |          |          |          | 1:17,64  | 17.*     |
| Tabata Maki     | 1500 m      |          |          |          |          | 2:00,77  | 15.      |
| Tabata Maki     | 3000 m      |          |          |          |          | 4:12,38  | 14.      |
| Tabata Maki     | 5000 m      |          |          |          |          | 7:18,05  | 13.      |
| Tonoike Aki     | 1000 m      |          |          |          |          | 1:17,64  | 17.*     |
| Vatanabe Jukari | 500 m       | 39,46    | 17.      | 39,19    | 14.      | 78,65    | 15.      |
| Josii Szajuri   | 500 m       | 38,68    | 5.       | 38,75    | 11.      | 77,43    | 9.       |
| Josii Szajuri   | 1000 m      |          |          |          |          | 1:17,58  | 15.      |

* - egy másik versenyzővel azonos eredményt ért el
Csapatversenyek
| Versenyző                                            | Versenyszám | Előfutam | Előfutam | Negyeddöntő                                                                        | Negyeddöntő        | Elődöntő                                                                       | Elődöntő  | Döntő | Döntő                                                                                          | Döntő                 | Helyezés |
| Versenyző                                            | Versenyszám | Idő      | Hely.    | Ellenfél Idő                                                                       | Saját idő          | Ellenfél Idő                                                                   | Saját idő | Típus | Ellenfél Idő                                                                                   | Saját idő             | Helyezés |
| ---------------------------------------------------- | ----------- | -------- | -------- | ---------------------------------------------------------------------------------- | ------------------ | ------------------------------------------------------------------------------ | --------- | ----- | ---------------------------------------------------------------------------------------------- | --------------------- | -------- |
| Mijazaki Keszato Szugimori Teruhiro Usijama Takahiro | Férfi       | 4:03,83  | 8.       | Kanada (CAN) · (1.) · Denny Morrison · Jason Parker · Justin Warsylewicz · 3:52,01 | 3:53,88            |                                                                                |           | D     | Németország (GER) · (5.) · Stefan Heythausen · Robert Lehmann · Tobias Schneider · GER 3:48,28 | 3:50,37               | 8.       |
| Isino Eriko Nemoto Nami Ócu Hiromi Tabata Maki       | Női         | 3:08,34  | 7.       | Norvégia (NOR) · (2.) · Annette Bjelkevik · Hedvig Bjelkevik · Maren Haugli        | lekörözéssel nyert | Kanada (CAN) · (3.) · Kristina Groves · Clara Hughes · Cindy Klassen · 3:02,13 | 3:05,95   | B     | Oroszország (RUS) · (1.) · Jekatyerina Abramova · Jekatyerina Lobiseva · Szvetlana Viszokova   | lekörözéssel vesztett | 4.       |

## Műkorcsolya
Arakava Sizuka a téli olimpiai játékok történetének első japán versenyzője volt, aki megnyerte a női egyéni versenyszámot.
| Versenyző         | Versenyszám  | Rövid program | Rövid program | Kűr    | Kűr   | Összesítés | Összesítés |
| Versenyző         | Versenyszám  | Pont          | Hely.         | Pont   | Hely. | Pont       | Helyezés   |
| ----------------- | ------------ | ------------- | ------------- | ------ | ----- | ---------- | ---------- |
| Takahasi Daiszuke | Férfi egyéni | 73,77         | 5.            | 131,12 | 9.    | 204,89     | 8.         |
| Andó Miki         | Női egyéni   | 56,00         | 8.            | 84,20  | 16.   | 140,20     | 15.        |
| Arakava Sizuka    | Női egyéni   | 66,02         | 3.            | 125,32 | 1.    | 191,34     |            |
| Szuguri Fumie     | Női egyéni   | 61,75         | 4.            | 113,48 | 4.    | 175,23     | 4.         |

| Versenyző                    | Versenyszám | Kötelező tánc | Kötelező tánc | Eredeti (original) tánc | Eredeti (original) tánc | Kűr   | Kűr   | Összesítés | Összesítés |
| Versenyző                    | Versenyszám | Pont          | Hely.         | Pont                    | Hely.                   | Pont  | Hely. | Pont       | Helyezés   |
| ---------------------------- | ----------- | ------------- | ------------- | ----------------------- | ----------------------- | ----- | ----- | ---------- | ---------- |
| Vatanabe Nozomi Kidó Akijuki | Jégtánc     | 27,95         | 17.           | 46,59                   | 15.                     | 78,87 | 15.   | 153,41     | 15.        |

## Rövidpályás gyorskorcsolya
Férfi
| Versenyző                                                          | Versenyszám  | Előfutam | Előfutam | Negyeddöntő | Negyeddöntő | Elődöntő | Elődöntő | B döntő  | B döntő | Döntő   | Döntő   | Helyezés |
| Versenyző                                                          | Versenyszám  | Idő      | Hely.    | Idő         | Hely.       | Idő      | Hely.    | Idő      | Hely.   | Idő     | Hely.   | Helyezés |
| ------------------------------------------------------------------ | ------------ | -------- | -------- | ----------- | ----------- | -------- | -------- | -------- | ------- | ------- | ------- | -------- |
| Nisitani Takafumi                                                  | 500 m        | 43,212   | 3.       | kiesett     | kiesett     | kiesett  | kiesett  | kiesett  | kiesett | kiesett | kiesett | 15.      |
| Szuejosi Hajato                                                    | 1500 m       | 2:25,280 | 4.       |             |             | kiesett  | kiesett  | kiesett  | kiesett | kiesett | kiesett | 19.      |
| Terao Szatoru                                                      | 500 m        | 42,607   | 1.       | 42,471      | 2.          | 42,120   | 3.       | 42,377   | 1.      |         |         | 6.       |
| Terao Szatoru                                                      | 1000 m       | 1:29,090 | 2.       | 1:28,499    | 3.          | kiesett  | kiesett  | kiesett  | kiesett | kiesett | kiesett | 9.       |
| Terao Szatoru                                                      | 1500 m       | 2:31,903 | 2.       |             |             | 2:21,774 | 4.       | 2:24,875 | 4.      |         |         | 9.       |
| Arino Josiharu Fudzsimoto Takahiro Nisitani Takafumi Terao Szatoru | 5000 m váltó |          |          |             |             | kiesett  | kiesett  | kiesett  | kiesett | kiesett | kiesett | kiesett  |

Női
| Versenyző                                           | Versenyszám  | Előfutam | Előfutam | Negyeddöntő | Negyeddöntő | Elődöntő | Elődöntő | B döntő  | B döntő | Döntő   | Döntő   | Helyezés |
| Versenyző                                           | Versenyszám  | Idő      | Hely.    | Idő         | Hely.       | Idő      | Hely.    | Idő      | Hely.   | Idő     | Hely.   | Helyezés |
| --------------------------------------------------- | ------------ | -------- | -------- | ----------- | ----------- | -------- | -------- | -------- | ------- | ------- | ------- | -------- |
| Kamino Juka                                         | 500 m        | 45,848   | 2.       | 47,356      | 4.          | kiesett  | kiesett  | kiesett  | kiesett | kiesett | kiesett | 14.      |
| Kamino Juka                                         | 1000 m       | 1:33,959 | 3.       | kiesett     | kiesett     | kiesett  | kiesett  | kiesett  | kiesett | kiesett | kiesett | 14.      |
| Kamino Juka                                         | 1500 m       | 2:37,865 | 3.       |             |             | 2:44,057 | 4.       | 2:29,540 | 2.      |         |         | 7.       |
| Ozava Mika                                          | 1000 m       | 1:33,977 | 2.       | 1:34,715    | 2.          | 1:33,337 | 5.       | kiesett  | kiesett | kiesett | kiesett | 9.       |
| Tanaka Csikage                                      | 500 m        | 46,387   | 3.       | kiesett     | kiesett     | kiesett  | kiesett  | kiesett  | kiesett | kiesett | kiesett | 17.      |
| Tesigavara Ikue                                     | 1500 m       | 2:30,977 | 4.       |             |             | kiesett  | kiesett  | kiesett  | kiesett | kiesett | kiesett | 17.      |
| Kamino Juka Ozava Mika Tanaka Csikage Jamada Nobuko | 3000 m váltó |          |          |             |             | 4:21,413 | 4.       | 4:35,096 | 4.      |         |         | 7.       |

## Síakrobatika
Ugrás
| Versenyző  | Versenyszám | Selejtező | Selejtező | Döntő   | Döntő    |
| Versenyző  | Versenyszám | Pont      | Helyezés  | Pont    | Helyezés |
| ---------- | ----------- | --------- | --------- | ------- | -------- |
| Mizuno Ken | Férfi       | 157,67    | 25.       | kiesett | kiesett  |
| Henmi Kajo | Női         | 129,40    | 21.       | kiesett | kiesett  |

Mogul
| Versenyző       | Versenyszám | Selejtező | Selejtező | Döntő   | Döntő    |
| Versenyző       | Versenyszám | Pont      | Helyezés  | Pont    | Helyezés |
| --------------- | ----------- | --------- | --------- | ------- | -------- |
| Ozaki Kai       | Férfi       | 19,70     | 30.       | kiesett | kiesett  |
| Cukita Júgo     | Férfi       | 19,13     | 32.       | kiesett | kiesett  |
| Ueno Oszamu     | Férfi       | 23,03     | 15.       | 19,54   | 20.      |
| Hatanaka Mijuki | Női         | 18,61     | 27.       | kiesett | kiesett  |
| Itó Miki        | Női         | 22,34     | 15.       | 17,78   | 20.      |
| Szatoja Tae     | Női         | 23,63     | 9.        | 22,12   | 15.      |
| Uemura Aiko     | Női         | 24,20     | 5.        | 24,01   | 5.       |

## Sífutás
Férfi
| Versenyző                     | Versenyszám  | Selejtező | Selejtező | Negyeddöntő | Negyeddöntő | Elődöntő | Elődöntő | B döntő | B döntő | Döntő         | Döntő         |
| Versenyző                     | Versenyszám  | Idő       | Hely.     | Idő         | Hely.       | Idő      | Hely.    | Idő     | Hely.   | Idő           | Helyezés      |
| ----------------------------- | ------------ | --------- | --------- | ----------- | ----------- | -------- | -------- | ------- | ------- | ------------- | ------------- |
| Ebiszava Kacuhito             | 15 km        |           |           |             |             |          |          |         |         | 41:25,8       | 42.           |
| Ebiszava Kacuhito             | 30 km        |           |           |             |             |          |          |         |         | 1:21:16,2     | 41.           |
| Ebiszava Kacuhito             | 50 km        |           |           |             |             |          |          |         |         | 2:10:39,6     | 49.           |
| Komamura Sunszuke             | Sprint       | 2:22,38   | 43.       | kiesett     | kiesett     | kiesett  | kiesett  | kiesett | kiesett | kiesett       | 43.           |
| Komamura Sunszuke             | 30 km        |           |           |             |             |          |          |         |         | nem ért célba | nem ért célba |
| Komamura Sunszuke             | 50 km        |           |           |             |             |          |          |         |         | 2:14:08,8     | 59.           |
| Narusze Nobu                  | 15 km        |           |           |             |             |          |          |         |         | 41:22,0       | 41.           |
| Narusze Nobu                  | 30 km        |           |           |             |             |          |          |         |         | 1:25:21,3     | 58.           |
| Narusze Nobu                  | 50 km        |           |           |             |             |          |          |         |         | nem ért célba | nem ért célba |
| Onda Júicsi                   | Sprint       | 2:17,53   | 13.       | 2:22,3      | 6.          | kiesett  | kiesett  | kiesett | kiesett | kiesett       | 26.           |
| Ebiszava Kacuhito Onda Júicsi | Csapatsprint | 17:46,6   | 6.        |             |             |          |          |         |         | kiesett       | 12.           |

Női
| Versenyző                                                  | Versenyszám    | Selejtező | Selejtező | Negyeddöntő | Negyeddöntő | Elődöntő | Elődöntő | B döntő | B döntő | Döntő     | Döntő    |
| Versenyző                                                  | Versenyszám    | Idő       | Hely.     | Idő         | Hely.       | Idő      | Hely.    | Idő     | Hely.   | Idő       | Helyezés |
| ---------------------------------------------------------- | -------------- | --------- | --------- | ----------- | ----------- | -------- | -------- | ------- | ------- | --------- | -------- |
| Fukuda Nobuko                                              | Sprint         | 2:17,82   | 28.       | 2:18,2      | 5.          | kiesett  | kiesett  | kiesett | kiesett | kiesett   | 24.      |
| Isida Maszako                                              | 10 km          |           |           |             |             |          |          |         |         | 30:24,0   | 31.      |
| Isida Maszako                                              | 15 km          |           |           |             |             |          |          |         |         | 46:37,7   | 35.      |
| Nacumi Madoka                                              | Sprint         | 2:16,30   | 15.       | 2:19,9      | 4.          | kiesett  | kiesett  | kiesett | kiesett | kiesett   | 17.      |
| Szoneta Csizuru                                            | 15 km          |           |           |             |             |          |          |         |         | 46:45,5   | 38.      |
| Szoneta Csizuru                                            | 30 km          |           |           |             |             |          |          |         |         | 1:27:25,8 | 25.      |
| Jokojama Szumiko                                           | 15 km          |           |           |             |             |          |          |         |         | 45:58,6   | 30.      |
| Jokojama Szumiko                                           | 30 km          |           |           |             |             |          |          |         |         | 1:29:41,3 | 37.      |
| Fukuda Nobuko Nacumi Madoka                                | Csapatsprint   | 17:33,1   | 4.        |             |             |          |          |         |         | 17:27,6   | 8.       |
| Fukuda Nobuko Isida Maszako Jokojama Szumiko Nacumi Madoka | 4 × 5 km váltó |           |           |             |             |          |          |         |         | 56:57,8   | 12.      |

## Síugrás
| Versenyző                                               | Versenyszám | Selejtező | Selejtező | 1. ugrás | 1. ugrás | 2. ugrás | 2. ugrás | Összesítés | Összesítés |
| Versenyző                                               | Versenyszám | Pont      | Hely.     | Pont     | Hely.    | Pont     | Hely.    | Pont       | Helyezés   |
| ------------------------------------------------------- | ----------- | --------- | --------- | -------- | -------- | -------- | -------- | ---------- | ---------- |
| Harada Maszahiko                                        | Normálsánc  | kizárták  | kizárták  | kiesett  | kiesett  | kiesett  | kiesett  | kiesett    | kiesett    |
| Icsinohe Cujosi                                         | Nagysánc    | 89,9      | 18.       | 108,5    | 16.      | 93,9     | 28.      | 202,4      | 25.        |
| Itó Daiki                                               | Normálsánc  | 123,0     | 9.*       | 126,0    | 13.*     | 117,5    | 19.      | 243,5      | 18.        |
| Itó Daiki                                               | Nagysánc    | 110,9     | 6.        | 82,5     | 42.      | kiesett  | kiesett  | kiesett    | kiesett    |
| Kaszai Noriaki                                          | Normálsánc  | 132,5     | 1.        | 126,0    | 13.*     | 115,0    | 20.      | 241,0      | 20.        |
| Kaszai Noriaki                                          | Nagysánc    | 117,3     | 1.        | 104,0    | 21.      | 123,3    | 5.       | 227,3      | 12.        |
| Okabe Takanobu                                          | Normálsánc  |           |           | 118,0    | 24.*     | 111,5    | 25.*     | 229,5      | 23.*       |
| Okabe Takanobu                                          | Nagysánc    |           |           | 115,0    | 8.       | 121,8    | 7.*      | 236,8      | 8.         |
| Icsinohe Cujosi Itó Daiki Kaszai Noriaki Okabe Takanobu | Csapat      |           |           | 426,8    | 6.       | 466,3    | 5.       | 893,1      | 6.         |

* - egy másik versenyzővel azonos eredményt ért el

## Snowboard
Halfpipe
| Versenyző         | Versenyszám | 1. selejtező | 1. selejtező | 2. selejtező | 2. selejtező | Döntő      | Döntő      | Döntő   | Helyezés |
| Versenyző         | Versenyszám | Pont         | Hely.        | Pont         | Hely.        | 1. forduló | 2. forduló | Hely.   | Helyezés |
| ----------------- | ----------- | ------------ | ------------ | ------------ | ------------ | ---------- | ---------- | ------- | -------- |
| Kokubo Kazuhiro   | Férfi       | 26,9         | 23.          | 31,0         | 17.          | kiesett    | kiesett    | kiesett | 23.      |
| Murakami Fumijuki | Férfi       | 27,9         | 20.          | 31,1         | 16.          | kiesett    | kiesett    | kiesett | 22.      |
| Nakai Takaharu    | Férfi       | 36,0         | 9.           | 36,8         | 8.           | kiesett    | kiesett    | kiesett | 14.      |
| Narita Dómu       | Férfi       | 31,5         | 15.          | 14,7         | 29.          | kiesett    | kiesett    | kiesett | 35.      |
| Fusimi Csikako    | Női         | 13,0         | 26.          | 34,8         | 6.           | 9,5        | 15,6       | 12.     | 12.      |
| Imai Mero         | Női         | 7,2          | 31.          | 1,4          | 28.          | kiesett    | kiesett    | kiesett | 34.      |
| Nakasima Siho     | Női         | 35,5         | 5.           |              |              | 33,1       | 30,6       | 9.      | 9.       |
| Jamaoka Szóko     | Női         | 28,5         | 14.          | 35,6         | 5.           | 22,4       | 32,7       | 10.     | 10.      |

Parallel giant slalom
| Versenyző       | Versenyszám | Selejtező | Selejtező | Nyolcaddöntő                | Negyeddöntő       | Elődöntő          | Döntő             | Helyezés |
| Versenyző       | Versenyszám | Idő       | Hely.     | Ellenfél Eredmény           | Ellenfél Eredmény | Ellenfél Eredmény | Ellenfél Eredmény | Helyezés |
| --------------- | ----------- | --------- | --------- | --------------------------- | ----------------- | ----------------- | ----------------- | -------- |
| Curuoka Kentaró | Férfi       | 1:18,14   | 28.       | kiesett                     | kiesett           | kiesett           | kiesett           | 28.      |
| Takeucsi Tomoka | Női         | 1:21,67   | 9.        | Doris Günther (AUT) · +0,24 | kiesett           | kiesett           | kiesett           | 9.       |
| Janetani Eri    | Női         | 1:23,21   | 18.       | kiesett                     | kiesett           | kiesett           | kiesett           | 18.      |

Snowboard cross
| Versenyző       | Versenyszám | Selejtező | Selejtező | Nyolcaddöntő | Negyeddöntő | Elődöntő | Döntő      | Helyezés |
| Versenyző       | Versenyszám | Idő       | Hely.     | Helyezés     | Helyezés    | Helyezés | Helyezés   | Helyezés |
| --------------- | ----------- | --------- | --------- | ------------ | ----------- | -------- | ---------- | -------- |
| Csimura Itaru   | Férfi       | 1:22,83   | 27.       | 2.           | 4.          |          | D-döntő 4. | 16.      |
| Fudzsimori Juka | Női         | 1:32,46   | 15.       |              | 2.          | 4.       | B-döntő 3. | 7.       |

## Szánkó
| Versenyző                    | Versenyszám | 1. futam | 1. futam | 2. futam | 2. futam | 3. futam | 3. futam | 4. futam | 4. futam | Összesítés | Összesítés |
| Versenyző                    | Versenyszám | Idő      | Hely.    | Idő      | Hely.    | Idő      | Hely.    | Idő      | Hely.    | Idő        | Helyezés   |
| ---------------------------- | ----------- | -------- | -------- | -------- | -------- | -------- | -------- | -------- | -------- | ---------- | ---------- |
| Ogucsi Takahisza             | Férfi egyes | 52,795   | 25.      | 52,449   | 22.      | 52,498   | 25.      | 52,366   | 21.      | 3:30,108   | 20.        |
| Usidzsima Sigeaki            | Férfi egyes | 53,306   | 28.      | 1:29,310 | 36.      | 52,414   | 23.      | 52,318   | 19.      | 4:07,348   | 34.        |
| Harada Madoka                | Női egyes   | 48,042   | 15.      | 47,852   | 15.      | 47,989   | 16.      | 47,767   | 14.      | 3:11,650   | 13.        |
| Hajasibe Goró Tosiro Maszaki | Kettes      | 48,067   | 12.      | 47,793   | 8.       |          |          |          |          | 1:35,860   | 12.        |

## Szkeleton
| Versenyző     | Versenyszám | 1. futam | 1. futam | 2. futam | 2. futam | Összesítés | Összesítés |
| Versenyző     | Versenyszám | Idő      | Hely.    | Idő      | Hely.    | Idő        | Helyezés   |
| ------------- | ----------- | -------- | -------- | -------- | -------- | ---------- | ---------- |
| Inada Maszaru | Férfi       | 59,63    | 17.      | 59,74    | 17.      | 1:59,37    | 18.        |
| Kosi Kazuhiro | Férfi       | 58,65    | 9.       | 59,40    | 14.      | 1:58,05    | 11.        |
| Nakajama Eiko | Női         | 1:01,82  | 14.      | 1:02,10  | 13.      | 2:03,92    | 14.        |